# Moenkhausia loweae
Moenkhausia loweae är en fiskart som beskrevs av Jacques Géry 1992. Moenkhausia loweae ingår i släktet Moenkhausia och familjen Characidae. Inga underarter finns listade i Catalogue of Life.